# Canada Post
Canada Post (fr. Postes Canada; formalnie jako: Canada Post Corporation, fr. Société canadienne des postes) – państwowe przedsiębiorstwo pocztowe w Kanadzie.

## Charakterystyka

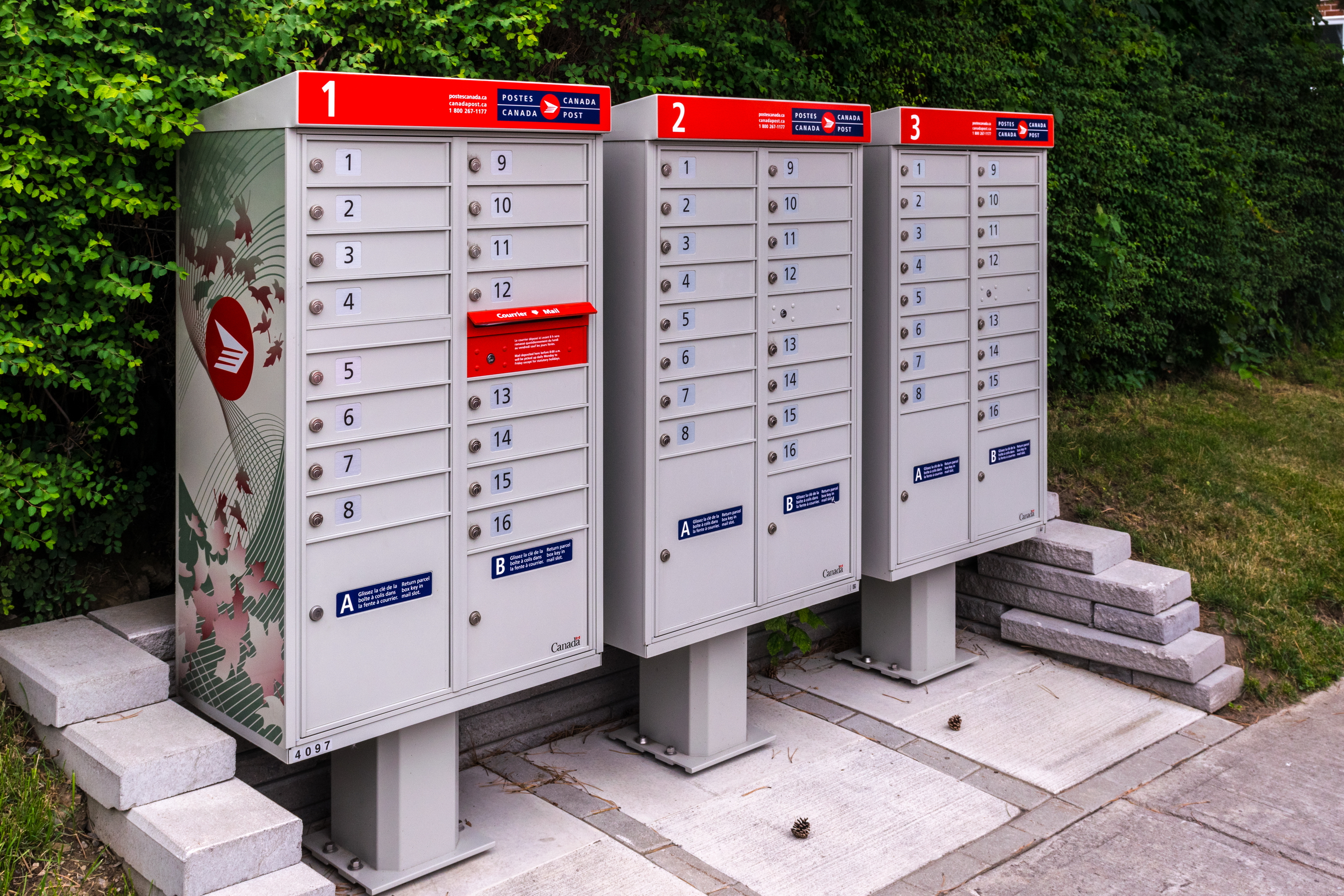
Wspólnotowe odbiorcze skrzynki pocztowe, Laval w Quebecu (2017)

Jest największym operatorem pocztowym w Kanadzie. Pierwotnie był to Departament Poczty rządu kanadyjskiego. Utworzony został w 1867 roku a jego usługi powszechnie znane były jako Royal Mail Canada (na terenach francuskojęzycznych Poste Royale Canada). Obecna nazwa „Canada Post” upowszechniła się pod koniec lat 60. XX wieku, mimo że przedsiębiorstwo nie zostało jeszcze formalnie wydzielone ze struktur rządowych.
16 października 1981 roku weszła w życie „ustawa o Canada Post Corporation”, na mocy której doszło do likwidacji Departamentu Poczty, a na jego miejsce utworzono dzisiejszą „Crown Corporation”, która świadczy usługi pocztowe. Ustawa miała na celu „wyznaczenie nowego kierunku dla służby pocztowej poprzez zapewnienie bezpieczeństwa finansowego i niezależności tej służby”, a de facto oznaczała urynkowienie. Przychody Canada Post pochodzą głównie z obsługi przesyłek listowych, paczek, dostarczania ulotek reklamowych. Canada Post w odróżnieniu od wielu państwowych poczt nie oferuje usług finansowych, nie ma banku, nie prowadzi też obsługi płatności rachunków. Canada Post obsługuje ok. 15 milionów adresów pocztowych. W 2013 roku ze względu na kolejny rok zamykany sporą stratą zapowiedziano likwidację usługi bezpośredniego dostarczania listów do domów – z którego korzystało jeszcze ok. 5 milionów odbiorców – na rzecz wspólnych skrzynek odbiorczych (ang. community mailboxes) i ulicznych kiosków pocztowych. W ostatnich latach znacznie zredukowano też zatrudnienie. W 2020 roku firma zatrudniała około 55 tysięcy pracowników. Dwa największe centra logistyczne firmy znajdują się w Scarborough i w Mississaudze, na przedmieściach Toronto. Centrala Canada Post znajduje się w Ottawie.

### Pozostałe informacje
Od 1982 roku Canada Post przyjmuje i odpowiada na listy do świętego Mikołaja. Wysyłane są z całego świata zwykle w ok. 30 językach. Na adres: Santa Claus, North Pole HOH OHO, Canada. W corocznej akcji pisania odpowiedzi zaangażowanych jest ok. 11 tysięcy wolontariuszy. Kilkukrotnie Canada Post organizowała przy tym kampanie promujące pomoc psychologiczną dla dzieci. W 2008 roku święty Mikołaj otrzymał obywatelstwo kanadyjskie.